# Nitrosoverbinding

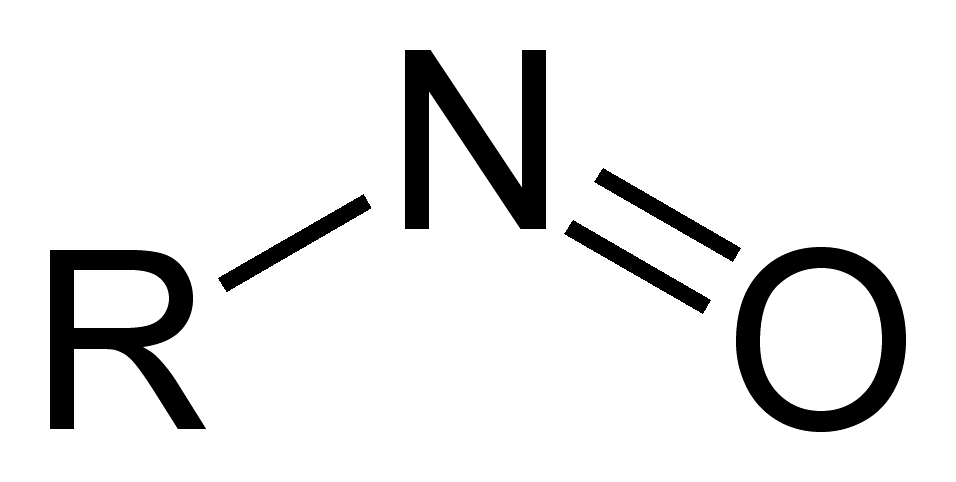
Algemene structuurformule van een nitrosoverbinding

In de organische chemie is de nitrosogroep een functionele groep met de algemene formule -N=O.
Nitrosoverbindingen zijn organische verbindingen met één of meer nitrosogroepen; hun algemene formule is R-N=O. Wanneer de nitrosogroep verbonden is aan een koolstofatoom spreekt men van C-nitrosoverbindingen. Ze hebben de algemene structuur R1R2R3C-N=O. Een C-nitrosoverbinding is slechts stabiel indien geen van de drie resten R1 tot R3 een waterstofatoom is. Anders zet ze zich om in de tautomere oximevorm:
R1R2CH-N=O (nitroso) → R1R2C=N-OH (oxime)
Wanneer het stikstofatoom in de nitrosogroep verbonden is met een ander stikstofatoom, spreekt men van een N-nitrosoverbinding of een nitrosamine. Deze verbindingen hebben de algemene formule R1R2N-N=O. Nitrosamines zijn bekende kankerverwekkende stoffen.
Nitrosoverbindingen kunnen bereid worden door nitroverbindingen, die de algemene formule R-NO2 hebben, te reduceren. Nitroseringen kunnen ook uitgevoerd worden met waterstofnitriet (salpeterigzuur, HNO2) of met nitrosylchloride (ClNO). Een andere mogelijkheid is de oxidatie van hydroxylamines, die de algemene formule R-NH-OH hebben. 
Nitroso verbindingen door middel van EAS-reactiemeganismen
Aromatische nitrosoverbindingen kunnen gesynthetiseerd worden in een oplossing van HNO2 "in situ". Deze ontstaat al in een aangezuurde natriumnitrietoplossing. In die oplossing ontstaat dan het nitrosyl kation (NO+) dat een matig sterk elektrofiel is, en zich vervolgens kan substitueren met een waterstofatoom. Het beste verloopt deze reactie met sterk geactiveerde para-richters zoals fenolen. 
Een bekend voorbeeld van deze reactie is dan ook de synthese van p-nitrosofenol uit fenol en een aangezuurde natriumnitriet oplossing. Beide oplossingen worden simpel bij elkaar gevoegd en de elektrofiele aromatische substitutie reactie verloopt binnen enkele uren bij lage temperaturen onder de 10 graden Celsius. De lage temperatuur is hier van belang omdat anders er ook ortho-isomeren gaan ontstaan en anders het gevormde waterstofnitriet zal gaan ontbinden in stikstofmonooxide en water. Het gevormde preparaat is slecht oplosbaar in water en kan door filtratie worden verwijderd uit zijn moederloog.
Een andere mogelijkheid om aromatische nitroso verbindingen te bereiden is door nitrosyl chloride door een oplossing met een aromaat en kathalytische hoeveelheid aluminiumchloride te leiden. Het aluminiumchloride reageert met het NOCl en vormt hierbij het tetrachloroaluminaat anion en het nitrosyl kation. Deze reactie is een friedel-crafts reactie maar ook hierbij treedt het nitrosyl kation als elektrofiel op. Het vrijgekomen proton uit de EAS (elektrofiele aromatische substitutie) zal zich binden aan het tetrachloroaluminaat en vervolgens afsplitsen tot HCl waardoor enkel een kathalytische hoeveelheid AlCl3 nodig is.